# Ljudmila Titova
Ljudmila Evgen'evna Titova (in russo Людмила Евгеньевна Титова?; Čita, 26 marzo 1946) è un'ex pattinatrice di velocità su ghiaccio sovietica, dal 1991 russa.

## Palmarès

### Olimpiadi invernali
- Oro a Grenoble 1968 nei 500 metri.
- Argento a Grenoble 1968 nei 1000 metri.
- Bronzo a Sapporo 1972 nei 500 metri.

### Mondiali
- Oro a Milwaukee 1970 nello sprint.
- Bronzo a Helsinki 1971 nei completi.
- Bronzo a Eskilstuna 1972 nello sprint.

### Europei
- Argento a Leningrado 1971 nei completi.